# Laurence Bowers
Laurence Rochelle Bowers (nacido el 19 de abril de 1990 en Memphis) es un jugador de baloncesto estadounidense que actualmente juega en el Pallacanestro Trieste de la Lega Basket Serie A italiana. 

## Universidad
Laurence jugó durante 4 temporadas en Missouri. Más tarde, daría el salto a Europa para jugar en las filas del Hapoel Holon, hasta firmar en 2015, por la Orlandina Basket.